# アーチー・グリフィン (ラグビー)
アーチー・グリフィン（Archie Griffin、2001年7月24日 - ）は、オーストラリア出身でウェールズ代表資格を持つプロラグビー選手。イングランド プレミアシップ・ラグビーのバースに所属している。

## 経歴
オーストラリアのシドニー生まれ。両親ともにウェールズ人（父はカーディフ、母はレクサム出身）であることにより、ウェールズ代表の資格を取得した。
シンガポールから移り、13歳で バース（イングランド）のアカデミーに入団。
2018年、U18ウェールズ代表に選ばれる。
2019年2月に、バースとプロ契約を結んだ。
2020年、U20ウェールズ代表に選ばれる。
2022年11月26日、プレミアシップ・ラグビーのエクセター・チーフス戦で、バースのシニアデビューを果たした。
2024年2月、ウェールズ代表としてシックス・ネイションズのイングランド戦で控えから出場し、代表初キャップを得る。
2024年9月に心膜炎と診断され休養の後、復帰して間もない12月のヨーロピアンラグビーチャンピオンズカップで肩を負傷し、手術を受けた。